# Zhang Hao (Sänger)
Zhang Hao (chinesisch 章昊; koreanisch:장하오 ; geboren 25. Juli 2000) ist ein chinesischer Sänger in Südkorea und unter dem Plattenlabel Yuehua Entertainment angestellt. Er wurde erster in der Reality-TV-Show Boys Planet und hatte sein Debüt als Mitglied der K-Pop Boy Band Zerobaseone im Juli 2023. Er gilt als erster ausländischer Sieger einer Südkoreanischen Idol survival show.

## Frühes Leben und Bildung
Zhang Hao ist am 25. Juli 2000 geboren und ist aus Fujian, China.Im Januar 2018 nahm er an der nationalen College-Aufnahmeprüfung für Kunst-Studenten Teil und erreichte den ersten Platz in seiner Heimat-Provinz Fujian. Daraufhin schrieb er sich für Musikwissenschaft an der Fujian Normal University ein und schloss diese 2024 erfolgreich ab. Während er studierte erlangte er die Berechtigung, Schüler von weiterbildenden Schulen zu unterrichten. Er spielt Geige, Cello, Viola und Klavier. Zhang Hao hatte für 15 Monate trainiert bevor er an der Survival Show Boys Planet teilnahm.

## Karriere

### 2022–Heute:Boys Planetund Zerobaseone
Am 29. Dezember 2022 wurde Zhang Hao als Teilnehmer bei Mnet's Reality-TV Show Boys Planet   und als Center der G-Group bei der Performance des Titellieds "Here I Am" (koreanisch: (난 빛나)) bekanntgegeben, was bei Mnet's M Countdown veröffentlicht wurde. Die Show lief vom 2. Februar bis zum 20. April 2023. ZHang Hao war einer von acht Teilnehmer aus dem Plattenlable Yuehua Entertainment, und performte NCT 127's "Kick It" gemeinsam mit den anderen internationalen Trainees Ricky, Ollie und Brian für seine First-Star-Evaluation bei der Serie.
Am 20. April 2023 wurde er erster Platz bei Boys Planet mit insgesamt 1.988.154 Punkten was sein Debüt als Center der K-Pop Gruppe Zerobaseone (ZB1) sicherte. Die Gruppe startete ihre Aktivität offiziell unter dem Plattenlabel WakeOne Entertainment mit der EP Youth in the Shade am 10. Juli, 2023. Sein Solo "Always" war auch Teil der EP, die als Gruppenalbum veröffentlicht wurde. Später führte er den Song alleine auf der ersten Welttournee Timeless World auf  sowie 2024 am Music Bank Global Festival in Japan.